# باریسال-۵
باریسال-۵ (به لاتین: Barisal-5) یک منطقهٔ مسکونی در بنگلادش است که در ناحیه باریسال واقع شده‌است.